# Fortuna extraliga 2009/2010
Fortuna extraliga 2009/2010 byla 17. ročníkem nejvyšší mužské florbalové soutěže v Česku.
Soutěž hrálo 12 týmů systémem dvakrát každý s každým. Prvních osm týmů postoupilo do play-off, 9. až 12. tým hrál o udržení (play-down).
Vítězem ročníku se po třinácté stal tým Tatran Střešovice, který ve finále porazil tým 1. SC WOOW Vítkovice, vítěze předchozí sezóny.
Tatran si vítězstvím zajistil účast na Evropském poháru, kterou ale odřekl. Poháru se zúčastnili Vítkovice, které v něm získali první českou stříbrnou medaili.
Nováčkem v této sezoně byl tým M&M Reality Sokol Pardubice, který se po roce vrátil do Extraligy, po vítězství v 1. lize v předchozí sezóně.
Po prohře v play-down sestoupil po dvou sezónách v Extralize do 1. ligy tým TJ VHS Znojmo. Byl v následující sezóně nahrazen vítězem tohoto ročníku 1. ligy, týmem FBC Kladno, který do Extraligy postoupil poprvé. Dále po prohře v baráži sestoupil po 14 sezónách v Extralize tým Torpedo Havířov po prohře s poraženým finalistou 1. ligy, týmem FBŠ Bohemians, který se do Extraligy vrátil po dvou sezónách v 1. lize.

## Základní část
| Poř. | Tým                              | Záp. | Výh. | Rem. | Pro. | Branky    | Body |
| ---- | -------------------------------- | ---- | ---- | ---- | ---- | --------- | ---- |
| 1.   | Tatran Střešovice                | 22   | 18   | 2/2  | 2    | 131 : 711 | 58   |
| 2.   | 1. SC WOOW Vítkovice             | 22   | 17   | 3/0  | 2    | 116 : 711 | 54   |
| 3.   | BILLY BOY FBK Sokol Ml. Boleslav | 22   | 13   | 4/3  | 5    | 131 : 981 | 46   |
| 4.   | TJ JM Chodov                     | 22   | 12   | 4/2  | 6    | 123 : 100 | 42   |
| 5.   | Bulldogs Brno                    | 22   | 11   | 3/1  | 8    | 110 : 921 | 37   |
| 6.   | x3m team SSK Future              | 22   | 11   | 1/0  | 10   | 110 : 991 | 34   |
| 7.   | GE-TRA Floorbal club Liberec     | 22   | 8    | 3/3  | 11   | 193 : 125 | 30   |
| 8.   | AC Sparta Praha                  | 22   | 6    | 6/2  | 10   | 113 : 128 | 26   |
| 9.   | FBC BiX Ostrava                  | 22   | 6    | 3/0  | 13   | 120 : 135 | 21   |
| 10.  | M&M Reality Sokol Pardubice      | 22   | 3    | 5/4  | 14   | 183 : 110 | 18   |
| 11.  | Torpedo Havířov                  | 22   | 4    | 4/1  | 14   | 180 : 123 | 17   |
| 12.  | TJ VHS Znojmo                    | 22   | 3    | 2/2  | 17   | 181 : 139 | 13   |

## Vyřazovací boje
Hrálo se na tři vítězství. O třetí místo se nehrálo, získal ho poražený semifinalista, který měl po základní části
lepší umístění.

### Pavouk
|  | Čtvrtfinále (na zápasy)      | Čtvrtfinále (na zápasy) |                      |   | Semifinále (na zápasy) | Semifinále (na zápasy) |  |  | Finále (na zápasy) | Finále (na zápasy) |
|  |                              |                         |                      |   |                        |                        |  |  |                    |                    |
|  |                              |                         |                      |   |                        |                        |  |  |                    |                    |
|  | Tatran Střešovice            | 3                       |                      |   |                        |                        |  |  |                    |                    |
|  | Tatran Střešovice            | 3                       |                      |   |                        |                        |  |  |                    |                    |
|  | AC Sparta Praha              | 0                       |                      |   |                        |                        |  |  |                    |                    |
|  | AC Sparta Praha              | 0                       | Tatran Střešovice    | 3 |                        |                        |  |  |                    |                    |
|  |                              |                         | Tatran Střešovice    | 3 |                        |                        |  |  |                    |                    |
|  |                              | TJ JM Chodov            | 0                    |   |                        |                        |  |  |                    |                    |
|  | TJ JM Chodov                 | TJ JM Chodov            | 0                    | 3 |                        |                        |  |  |                    |                    |
|  | TJ JM Chodov                 |                         |                      | 3 |                        |                        |  |  |                    |                    |
|  | Bulldogs Brno                | 1                       |                      |   |                        |                        |  |  |                    |                    |
|  | Bulldogs Brno                | 1                       | Tatran Střešovice    | 3 |                        |                        |  |  |                    |                    |
|  |                              |                         | Tatran Střešovice    | 3 |                        |                        |  |  |                    |                    |
|  |                              | 1. SC WOOW Vítkovice    | 2                    |   |                        |                        |  |  |                    |                    |
|  | 1. SC WOOW Vítkovice         | 1. SC WOOW Vítkovice    | 2                    | 3 |                        |                        |  |  |                    |                    |
|  | 1. SC WOOW Vítkovice         |                         |                      | 3 |                        |                        |  |  |                    |                    |
|  | GE-TRA Floorbal club Liberec | 0                       |                      |   |                        |                        |  |  |                    |                    |
|  | GE-TRA Floorbal club Liberec | 0                       | 1. SC WOOW Vítkovice | 3 |                        |                        |  |  |                    |                    |
|  |                              |                         | 1. SC WOOW Vítkovice | 3 |                        |                        |  |  |                    |                    |
|  |                              | FBK Sokol Ml. Boleslav  | 1                    |   |                        |                        |  |  |                    |                    |
|  | FBK Sokol Ml. Boleslav       | FBK Sokol Ml. Boleslav  | 1                    | 3 |                        |                        |  |  |                    |                    |
|  | FBK Sokol Ml. Boleslav       |                         |                      | 3 |                        |                        |  |  |                    |                    |
|  | x3m team SSK Future          | 1                       |                      |   |                        |                        |  |  |                    |                    |
|  | x3m team SSK Future          | 1                       |                      |   |                        |                        |  |  |                    |                    |

### Čtvrtfinále
Tatran Střešovice – AC Sparta Praha 3 : 0 na zápasy – Zpráva
- 16. 3. 2010 18:30, Tatran – Sparta 8 : 1 (2:0, 5:1, 1:0)
- 17. 3. 2010 19:30, Tatran – Sparta 6 : 5 (2:2, 2:1, 1:2, 1:0 prodl.)
- 13. 3. 2010 19:30, Sparta – Tatran 5 : 8 (2:3, 1:2, 2:3)

TJ JM Chodov – Bulldogs Brno 3 : 1 na zápasy – Zpráva
- 16. 3. 2010 19:02, Chodov – Bulldogs 4 : 6 (1:2, 2:3, 1:1)
- 17. 3. 2010 16:00, Chodov – Bulldogs 6 : 5 (0:1, 3:3, 2:1, 1:0 prodl.)
- 13. 3. 2010 14:30, Bulldogs – Chodov 4 : 5 (1:2, 1:1, 2:2)
- 14. 3. 2010 17:00, Bulldogs – Chodov 5 : 8 (1:0, 1:3, 3:5)

1. SC WOOW Vítkovice – GE-TRA Floorbal club Liberec 3 : 0 na zápasy – Zpráva
- 16. 3. 2010 17:00, Vítkovice – Liberec 7 : 3 (3:2, 3:0, 1:1)
- 17. 3. 2010 17:00, Vítkovice – Liberec 9 : 1 (3:0, 3:1, 3:0)
- 13. 3. 2010 13:00, Liberec – Vítkovice 2 : 4 (1:2, 1:0, 0:2)

BILLY BOY FBK Sokol Ml. Boleslav – x3m team SSK Future 3 : 1 na zápasy – Zpráva
- 16. 3. 2010 19:00, Boleslav – Future 5 : 31 (2:2, 1:1, 2:0)
- 17. 3. 2010 14:00, Boleslav – Future 9 : 11 (0:8, 5:0, 4:3)
- 13. 3. 2010 19:15, Future – Boleslav 1 : 10 (0:4, 1:2, 0:4)
- 14. 3. 2010 16:30, Future – Boleslav 4 : 91 (1:5, 0:3, 3:1)

### Semifinále
Tatran Střešovice – TJ JM Chodov 3 : 0 na zápasy – Zpráva
- 20. 3. 2010 19:30, Tatran – Chodov 6 : 10 (1:0, 4:0, 1:1)
- 23. 3. 2010 18:00, Tatran – Chodov 5 : 31 (1:1, 2:2, 2:0)
- 27. 3. 2010 13:00, Chodov – Tatran 4 : 10 (1:2, 2:6, 1:2)

1. SC WOOW Vítkovice – BILLY BOY FBK Sokol Ml. Boleslav 3 : 1 na zápasy – Zpráva
- 20. 3. 2010 17:00, Vítkovice – Boleslav 15 : 4 (2:0, 2:3, 1:1)
- 21. 3. 2010 17:00, Vítkovice – Boleslav 12 : 6 (1:2, 6:2, 5:2)
- 27. 3. 2010 19:30, Boleslav – Vítkovice 17 : 6 (3:1, 2:3, 1:2, 1:0 prodl.)
- 28. 3. 2010 14:50, Boleslav – Vítkovice 16 : 9 (1:2, 2:4, 3:3)

### Finále
Tatran Střešovice – 1. SC WOOW Vítkovice 3 : 2 na zápasy – Zpráva
- 12. 4. 2010 21:00, Tatran – Vítkovice 01 : 8 (1:2, 0:3, 0:3)
- 13. 4. 2010 21:00, Tatran – Vítkovice 10 : 1 (3:0, 4:1, 3:0)
- 10. 4. 2010 10:30, Vítkovice – Tatran 17 : 1 (2:0, 3:0, 2:1)
- 11. 4. 2010 15:20, Vítkovice – Tatran 13 : 4 (2:0, 1:1, 0:3)
- 13. 4. 2010 18:00, Tatran – Vítkovice 16 : 3 (5:0, 0:0, 1:3)

### Konečná tabulka
| Pořadí           | Tým                              |
| ---------------- | -------------------------------- |
| Zlatá medaile    | Tatran Střešovice                |
| Stříbrná medaile | 1. SC WOOW Vítkovice             |
| Bronzová medaile | BILLY BOY FBK Sokol Ml. Boleslav |
| 4.               | TJ JM Chodov                     |
| 5.               | Bulldogs Brno                    |
| 6.               | x3m team SSK Future              |
| 7.               | GE-TRA Floorbal club Liberec     |
| 8.               | AC Sparta Praha                  |

## Boje o sestup
Hrálo se na tři vítězství, 9.–12. tým po základní části.
- 1. kolo – hrály spolu mužstva, která obsadila po základní části 9. a 12. místo a 10. a 11. místo, vítězové zůstali v Extralize
- 2. kolo – hrály spolu poražená mužstva z prvního kola, poražený sestoupil do 1. ligy
- Baráž – hráli vítěz z 2. kola s poraženým finalistou z 1. florbalové ligy, poražený sestoupil do 1. ligy

### Pavouk
|  | 1. kolo (na zápasy)         | 1. kolo (na zápasy) |                 |   | 2. kolo (na zápasy) | 2. kolo (na zápasy) |
|  |                             |                     |                 |   |                     |                     |
|  |                             |                     |                 |   |                     |                     |
|  | M&M Reality Sokol Pardubice | 3                   |                 |   |                     |                     |
|  | M&M Reality Sokol Pardubice | 3                   |                 |   |                     |                     |
|  | Torpedo Havířov             | 0                   |                 |   |                     |                     |
|  | Torpedo Havířov             | 0                   | Torpedo Havířov | 3 |                     |                     |
|  |                             |                     | Torpedo Havířov | 3 |                     |                     |
|  |                             | TJ VHS Znojmo       | 1               |   |                     |                     |
|  | FBC BiX Ostrava             | TJ VHS Znojmo       | 1               | 3 |                     |                     |
|  | FBC BiX Ostrava             |                     |                 | 3 |                     |                     |
|  | TJ VHS Znojmo               | 0                   |                 |   |                     |                     |

### 1. kolo
FBC BiX Ostrava – TJ VHS Znojmo 3 : 0 na zápasy – Zpráva
- 16. 3. 2010 18:34, Ostrava – Znojmo 10 : 5 (2:3, 2:1, 6:1)
- 17. 3. 2010 17:00, Ostrava – Znojmo 10 : 3 ( 5:2, 3:0, 2:1)
- 13. 3. 2010 20:00, Znojmo – Ostrava 18 : 9 (2:3, 3:0, 3:5, 0:1 prodl.)

M&M Reality Sokol Pardubice – Torpedo Havířov 3 : 0 na zápasy – Zpráva
- 16. 3. 2010 14:00, Pardubice – Havířov 4 : 2 (1:1, 2:0, 1:1)
- 17. 3. 2010 17:02, Pardubice – Havířov 4 : 3 (1:0, 0:0, 2:3, 1:0 prodl.)[17]
- 13. 3. 2010 17:00, Havířov – Pardubice 2 : 3 (1:2, 1:0, 0:1)

### 2. kolo
Torpedo Havířov – TJ VHS Znojmo 3 : 2 na zápasy – Zpráva
- 27. 3. 2010 17:00, Havířov – Znojmo 15 : 7 (1:1, 0:3, 4:3)
- 28. 3. 2010 17:00, Havířov – Znojmo 17 : 3 (6:2, 1:0, 0:1)
- 13. 4. 2010 20:00, Znojmo – Havířov 10 : 9 (3:3, 5:2, 2:4)
- 14. 4. 2010 17:00, Znojmo – Havířov 12 : 8 (2:0, 0:3, 0:5)
- 18. 4. 2010 18:00, Havířov – Znojmo 17 : 2 (4:0, 0:1, 3:1)

### Baráž
Torpedo Havířov – FBŠ Bohemians 2 : 3 na zápasy – Zpráva
- 10. 4. 2010 17:00, Havířov – Bohemians 6 : 7 (3:2, 2:1, 1:4)
- 11. 4. 2010 17:00, Havířov – Bohemians 6 : 4 (1:1, 2:1, 3:2)
- 17. 4. 2010 19:30, Bohemians – Havířov 2 : 4 (1:1, 1:2, 0.1)
- 18. 4. 2010 12:10, Bohemians – Havířov 5 : 2 (1:1, 1:0, 3:1)
- 22. 4. 2010 18:00, Havířov – Bohemians 3 : 4 (1:0, 2:2, 0.2)

### Konečná tabulka
| Pořadí | Tým                         | Poznámka                    |
| ------ | --------------------------- | --------------------------- |
| 9.     | FBC BiX Ostrava             | Zůstává v Extralize         |
| 10.    | M&M Reality Sokol Pardubice | Zůstává v Extralize         |
| 11.    | Torpedo Havířov             | Sestup do 1. ligy po baráži |
| 12.    | TJ VHS Znojmo               | Sestup do 1. ligy           |

## Nejužitečnější hráči
Nejužitečnějšími hráči Extraligy byli zvoleni:
1. Milan Fridrich (Tatran Střešovice)
2. Petr Novotný (BILLY BOY FBK Sokol Ml. Boleslav)
3. Milan Tomašík (1. SC WOOW Vítkovice)